# بلکیستون، استرالیای جنوبی
بلکیستون (به انگلیسی: Blakiston) یک منطقهٔ مسکونی در استرالیا است که در استرالیای جنوبی واقع شده‌است.